# Oxýlithos
Oxýlithos, en grec moderne : Οξύλιθος, est un village du dème de Kými-Alivéri, sur l'île d'Eubée, en Grèce. Le village doit son nom à la colline pointue d'origine volcanique qui s'élève au nord de la localité. 
Selon le recensement de 2011, la population d'Oxýlithos compte 161 habitants. 